# Warley Town
Warley Town – wieś w Anglii, w hrabstwie ceremonialnym West Yorkshire, w dystrykcie metropolitalnym Calderdale. Leży 26 km na zachód od miasta Leeds i 274 km na północny zachód od Londynu.